# Joseph Ducaju

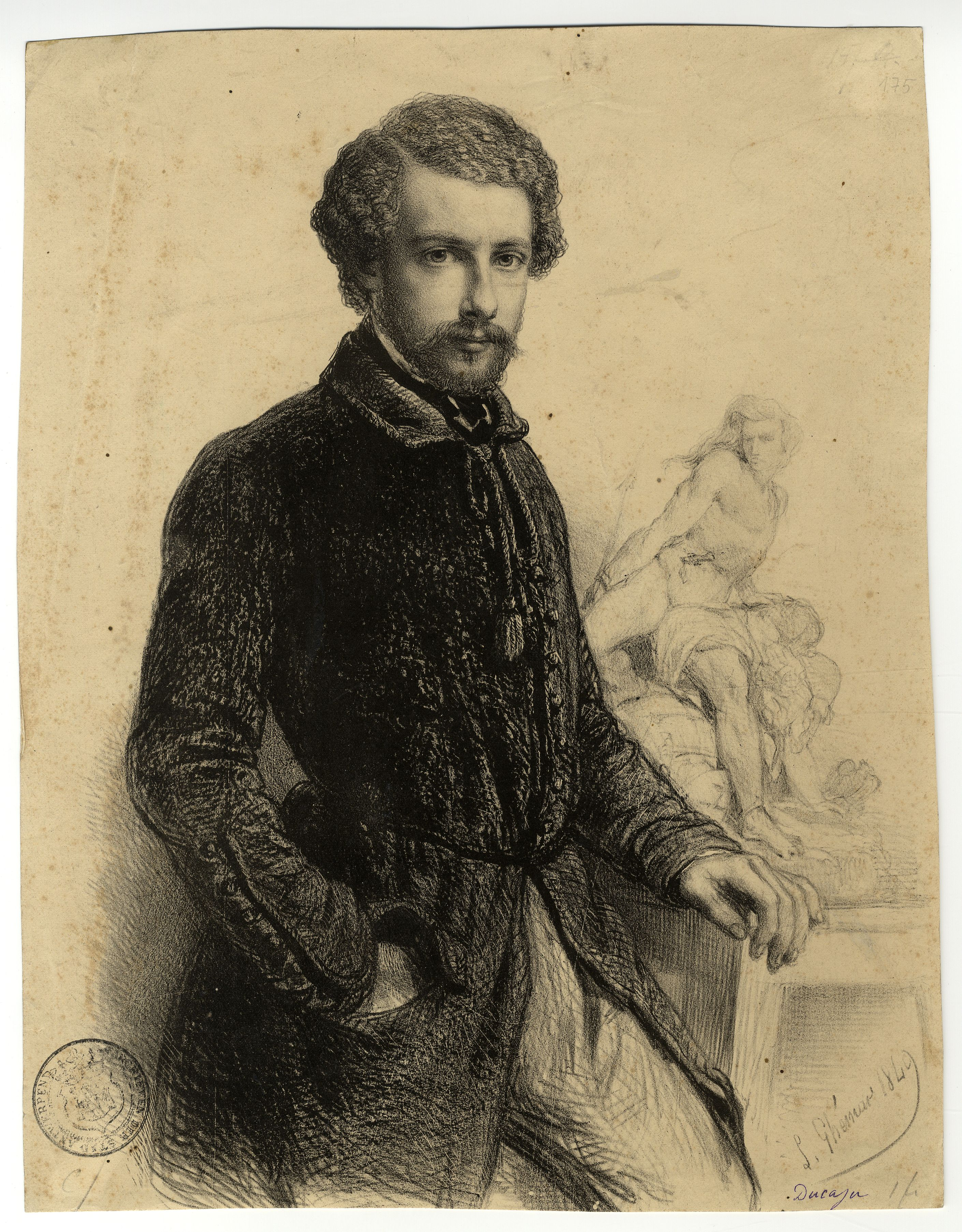
Joseph Ducaju

Joseph Ducaju  (* 31. August 1823 in Antwerpen; † 5. Juli 1891 ebenda) war ein belgischer Bildhauer und Maler.

## Leben
Joseph Ducaju studierte zunächst an der Koninklijke Academie voor Schone Kunsten (Königliche Akademie der Schönen Künste) in Antwerpen und war ein Schüler von Joseph Geefs.
Er ist einer der Künstler, die zur Schaffung von nationalen Statuen beauftragt wurden, mit denen der junge belgische Staat seine Identität geltend machen wollte. Dazu gehört u. a. die Statue von dem keltischen Feldherrn des belgischen Volkes der Nervier Boduognatus, die 1862 in Antwerpen aufgestellt wurde; die Statue existiert mittlerweile nicht mehr.
Von Ducaju ist auch die kolossale Statue der Göttin der Weisheit Athene mit einem Gewicht von 25 Tonnen, die den Giebel des Justizpalasts in Brüssel überragt.
Im Jahr 1865 wurde in der Stadt Brecht in Belgien eine Statue des flämischen Juristen und Humanisten Gabriël Mudaeus aufgestellt, die ebenfalls von Ducaju ist.
Ducaju fertigte auch diverse Büsten von Mitgliedern der königlichen Familie an.
Er war Mitglied der Académie royale des Sciences, des Lettres et des Beaux-Arts de Belgique.

## Statue von Leopold II. von Belgien

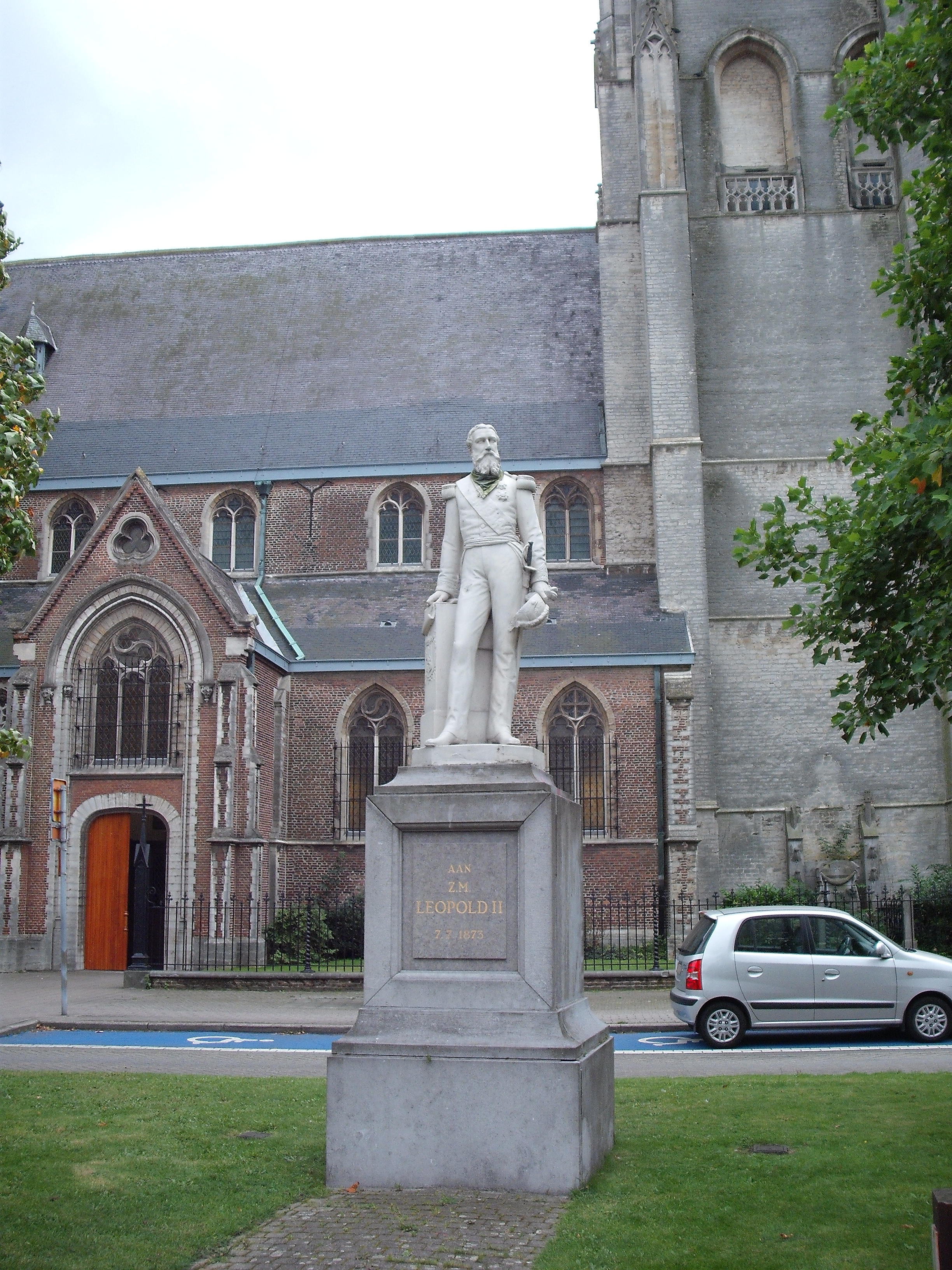
Statue von Leopold II. in Ekeren auf dem Markt vor der Lambertuskirche

Die von Joseph Ducaju geschaffene Statue von Leopold II. wurde 1873 auf dem Marktplatz von Ekeren (ein Distrikt von Antwerpen) enthüllt.
Das Werk aus grobkörnigem Bentheimer Sandstein war die allererste Statue vom König der Belgier, Leopold II. im öffentlichen Raum. Im 21. Jahrhundert wurde die Statue, wie andere Denkmäler Leopolds II. auch, aufgrund der tödlichen Politik im Kongo-Freistaat (1885 bis 1908) nicht mehr für angemessen gehalten. Der Gemeinderat war der Ansicht, dass die Entfernung der Statue einer Auslöschung der Vergangenheit gleichkäme, und beschloss, 2018 ein Informationsschild aufzustellen, das an den Tribut der Kolonisation erinnern sollte. Im darauf folgenden Jahr wurde die Statue als etabliertes architektonisches Erbe geschützt.
Infolge der Proteste aufgrund des Todes von George Floyd im Jahr 2020 wurde die Statue innerhalb kurzer Zeit mehrmals verwüstet. Am 19. Mai wurde sie mit Graffiti beschmiert (Hakenkreuze, "Heil" und "CONGO IS VAN ONS"). Am 1. Juni wurde die Statue mit roter Farbe überschüttet. Drei Tage später wurde sie nachts in Brand gesteckt. Das geschwärzte Kunstwerk wurde am Dienstag, dem 9. Juni, von seinem Sockel gehoben und in ein Depot im Freilichtmuseum Middelheim gebracht.

## Weitere Arbeiten (Auswahl)
- Der Heilige Georg tötet den Drachen; Holzfigur an der Kanzel in der Kirche Sankt-Georg in Antwerpen
- Der Fall von Babylon (1884) im Königlichen Museen der Schönen Künste in Stadt Brüssel.
- Grabkapelle für Van Oosthuyse-de Jongh in Rijsenburg in der Kirche Sankt-Petrus‘-Ketten in der Provinz Utrecht
- Statue von Baron Leys in Antwerpen
- Statue von David Teniers in Antwerpen
- Statue von Boduognatus in Antwerpen
- Athene mit Helm auf dem Justizpalast in Brüssel (1880)
- Statue von Gabriël Mudaeus in Brecht (1865)

## Bildergalerie

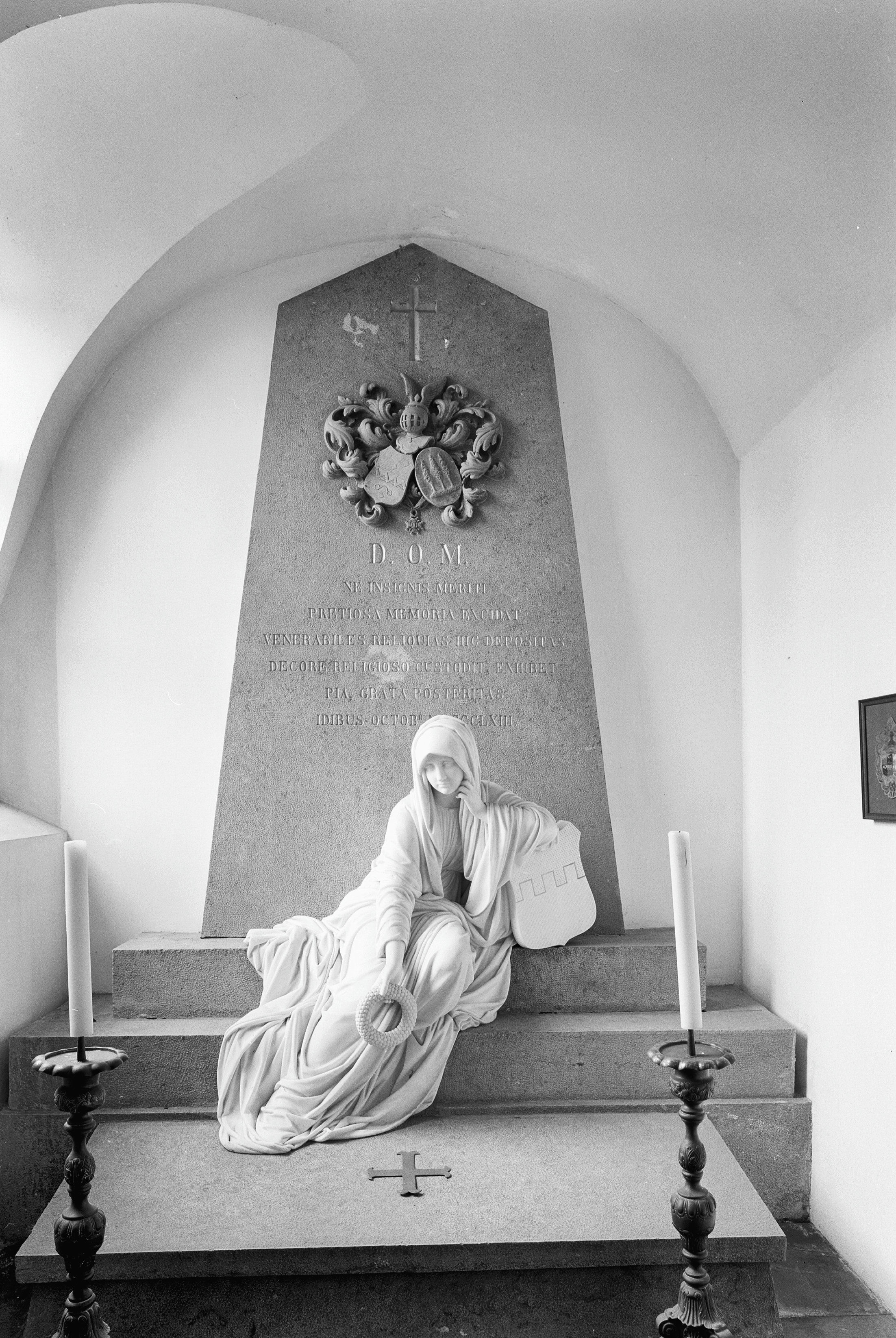
Grabkapelle Van Oosthuyse-de Jongh
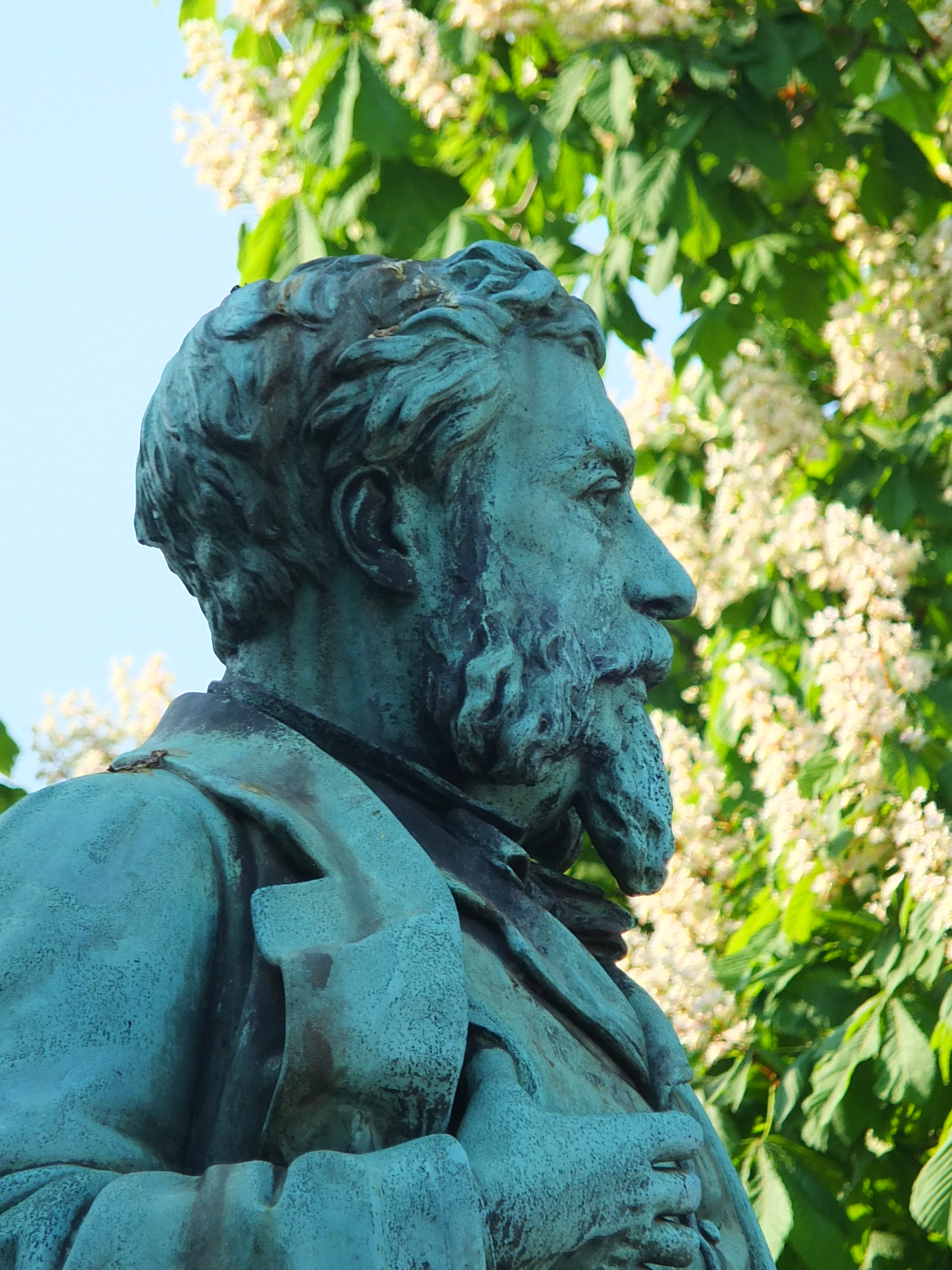
Statue von Baron Leys
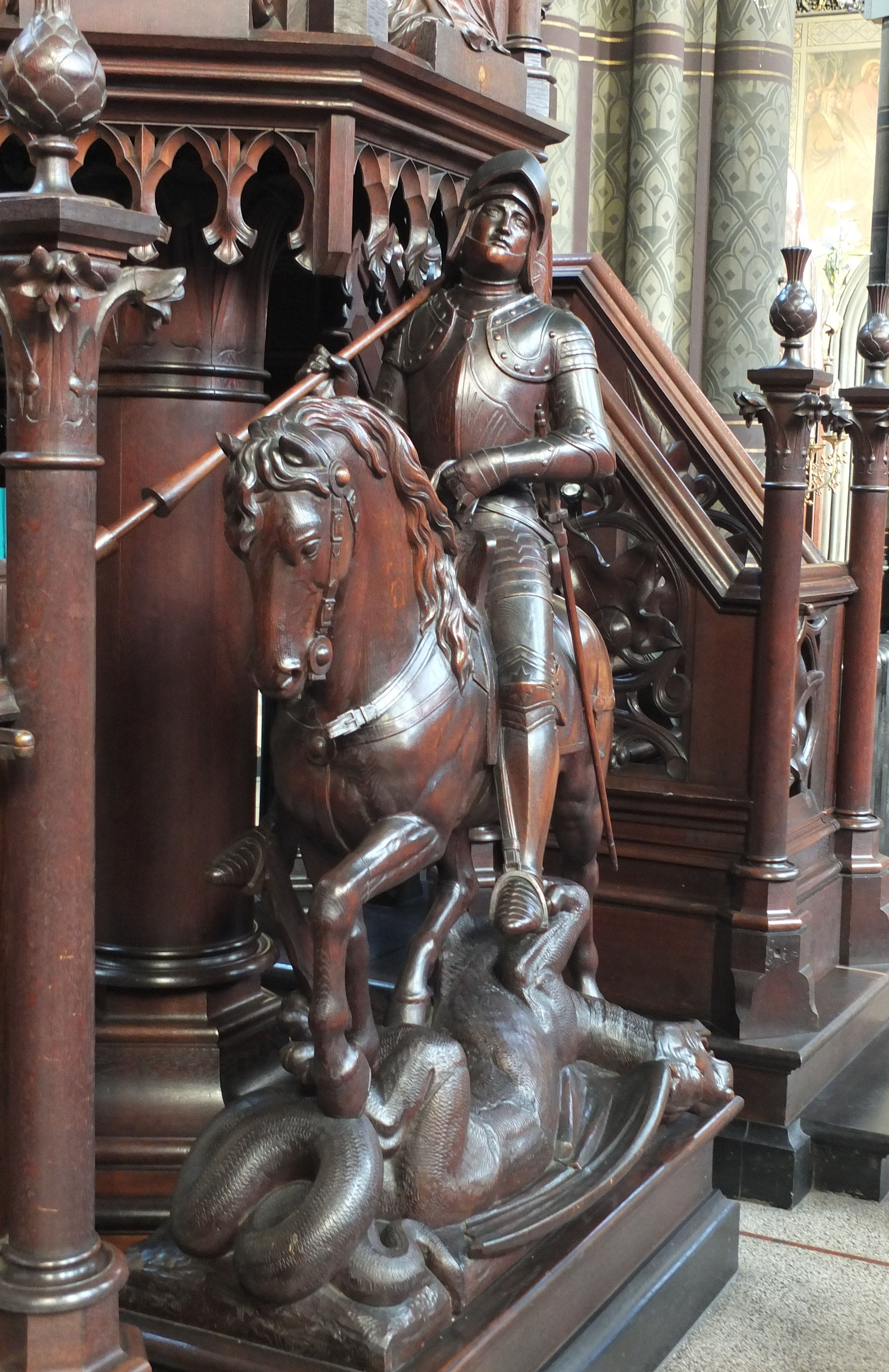
St. Georg töten den Drachen
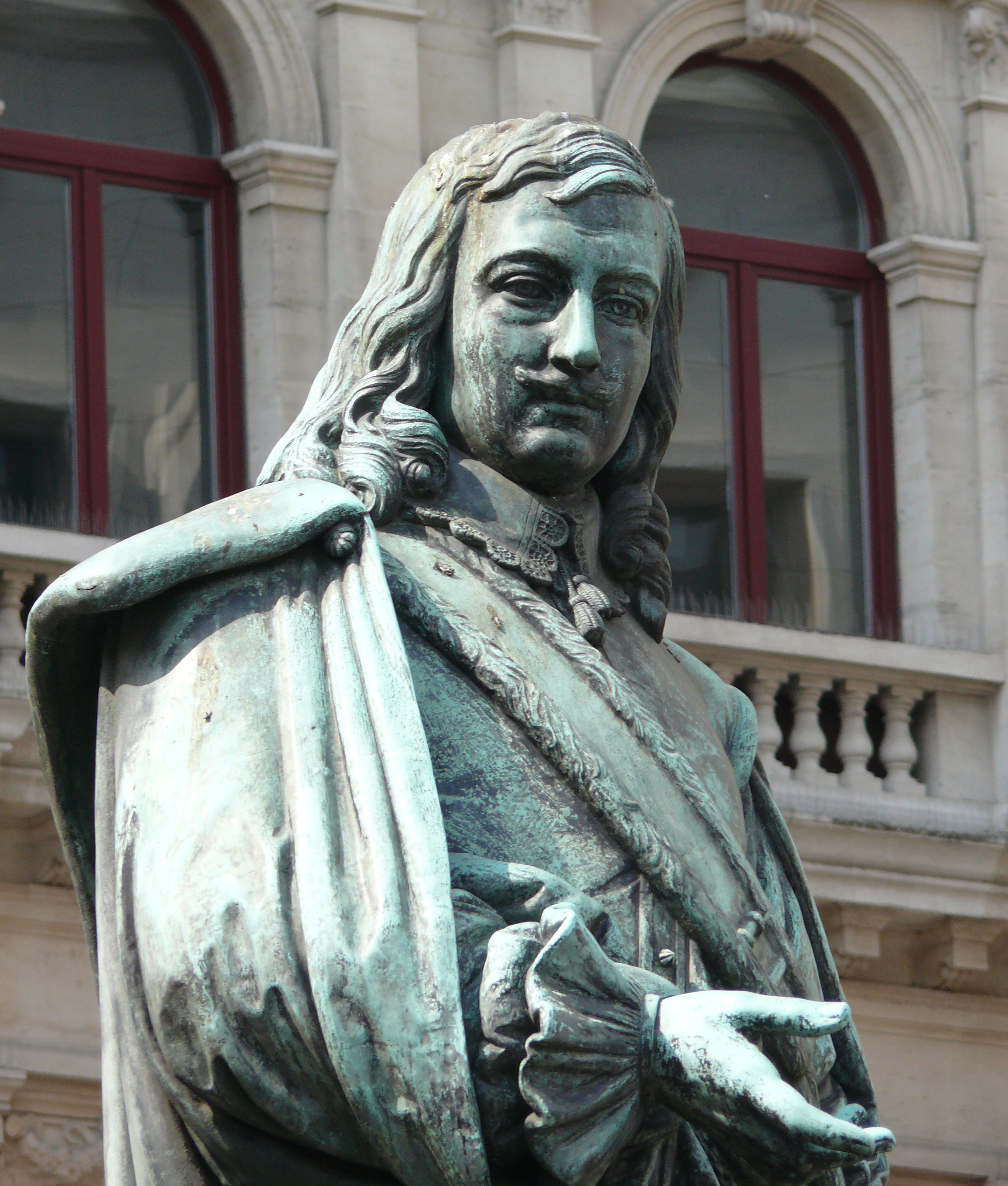
David Teniers
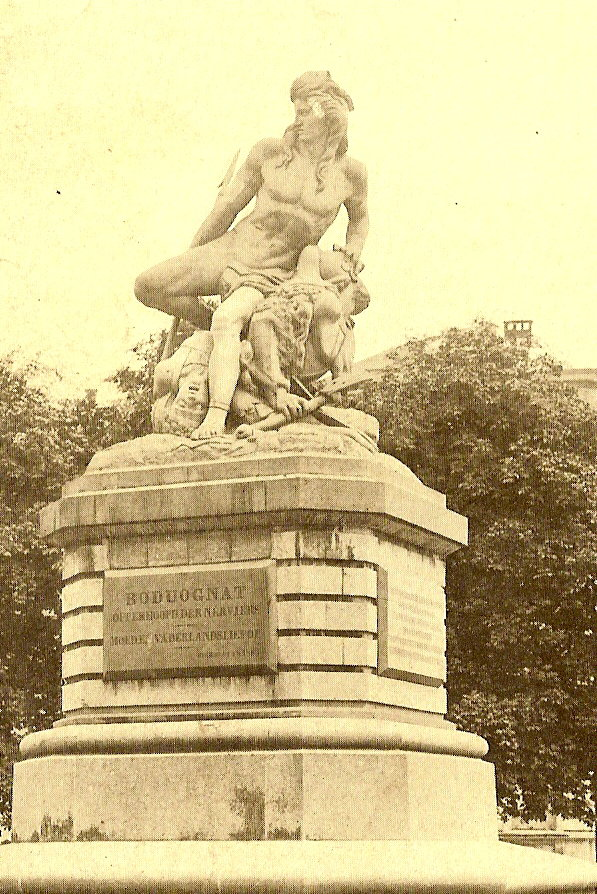
Boduognatus
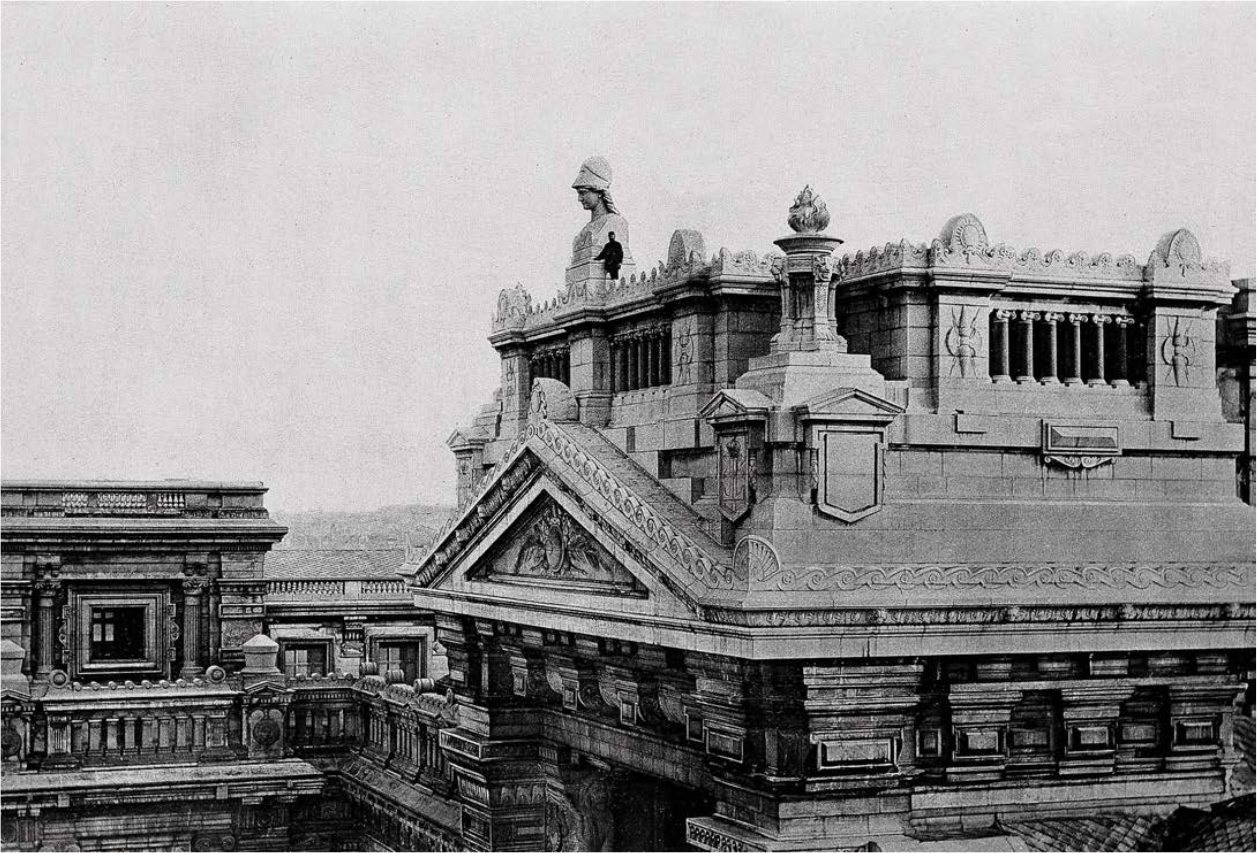
Athene mit Helm (1880) auf dem Giebel des Justizpalasts in Brüssel
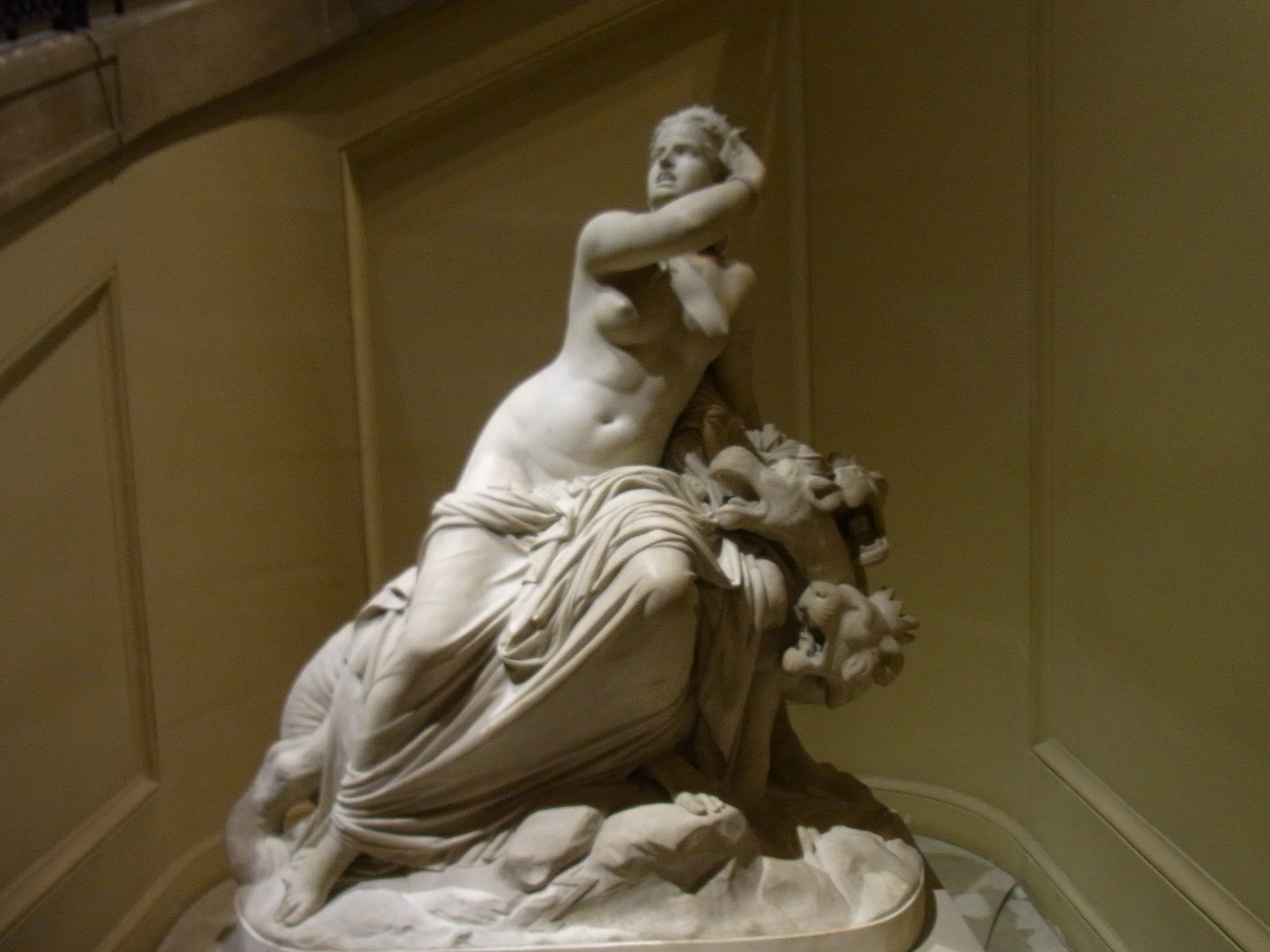
Fall von Babylon in den Königlichen Museen der Schönen Künste in Brüssel